# Erupção vulcânica de La Palma de 2021
A erupção vulcânica de La Palma de 2021 iniciou-se às 14h12 (UTC) de 19 de setembro de 2021 na dorsal do Cumbre Vieja, na ilha de La Palma, nas Ilhas Canárias, Espanha. Esta é a última erupção na ilha depois do surgimento do vulcão Teneguía, em 1971, e a última produzida no arquipélago canário desde a erupção submarina de El Hierro de 2011. A erupção originou um novo vulcão denominado Tajogaite, anteriormente designado por algumas fontes como Cabeza de Vaca.
O bairro de Todoque foi especialmente afetado, como  centro urbano soterrado pelo avanço de uma escoada de lava, a 26 de setembro, incluindo a igreja de São Pio X. A escoada de lava principal atingiu o mar na noite de 28 de setembro, num arrife e praia da costa de Tazacorte, a oeste da montanha de Todoque, formando um delta lávico, e dando origem a uma fajã de mais 500 metros de largo e 24 de profundidade, em contínuo crescimento direções sul e oeste sobre o Oceano Atlântico.
A 4 de outubro ocorriam erupções do tipo estromboliano e do tipo havaiano em sete bocas do cone vulcânico, com escoadas mais rápidas e fluídas. O número de desalojados era de 6.000, com 1005 edifícios destruídos, e 413,38 hectares cobertos pelas escoadas de lava. Desde o início da erupção, e até 29 de setembro, haviam sido emitidas 10.757 toneladas de gases. Até 1 de outubro, 13º dia de erupção, o vulcão havia expelido 80 milhões de metros cúbicos de magma, o dobro do Teneguía, em 1971, num terço do tempo.

## Antecedentes

Mapa geológico da ilha de La Palma, mostrando a localização das erupções em tempos históricos

Entre 7 de outubro de 2017 e 25 de junho de 2021, o Instituto Geográfico Nacional registou na parte sul de La Palma um máximo de oito séries sísmicas, conhecidas como enxames sísmicos, com características semelhantes. Estas, juntamente com anomalías de gases e geoquímicas medidas pelo Instituto Vulcanológico das Canárias, indiciavam efeitos de uma possível intrusão magmática.
Esta região, definida na carta geológica de la Palma como edifício Cumbre Vieja, tem sido palco de numerosas erupções em tempos históricos, como as de Montaña Quemada, em 1470-1492, Tahuya, em 1585, Tigalate, em 1646, San Antonio, em 1678, El Charco, em 1712, e, em tempos recentes, Llano del Banco e Hoyo Negro, em 1949, muito próximo da erupção atual, Duraznero, no mesmo ano, e Teneguía, em 1971.
Um estudo científico publicado no início de 2021, que utilizou, entre outras, uma técnica inovadora para interpretar observações disponíveis de radares situados em satélites diferentes, assinalou certas anomalias no Vale de Aridane que sugeriam uma possível "reativação" do subsolo após os anos 2009 ou 2010, embora reconhecendo ser aceite que em até 80% de situações com este tipo de anomalias não se produziram erupções vulcânicas posteriores.
A análise das deformações do terreno, percursor de erupções vulcânicas muito sensível a longo prazo, faz-se por interferometria RADAR, através de satélite (DInSAR), permitindo a análise das deformações de regiões muito extensas com bastante precisão. A análise destas deformações em La Palma, e da sua variação, fez-se entre 2006 e 2021, através dos satélites ENVISAT, RADARSAT-2 e COPERNICUS SENTINEL. Os resultados obtidos foram, por sua vez, contrastados com resultados obtidos em estações GPS (GNSS).
A interpretação destas observações realizou-se através de um modelo de inversão de última geração, capaz de localizar e caracterizar os volumes que exercem pressão, e os diferentes tipos de fraturas, ou deslocações, que podem representar fontes magmáticas, assim como os caminhos que toma o magma. A comparação destes resultados com a sismicidade e as anomalias gasosas e geoquímicas permitiu gerra um modelo conceptual, explicando a evolução do processo de reativação vulcânica.

A linha amarela representa a ascensão do magma

De acordo com este modelo, entre 2009 e 2010 o magma começou a ascender, a partir de um armazenamento situado abaixo do sul de La Palma, a uma profundidade entre 25 e 30 quilómetros. Este processo ocorreu ao largo do limite do Complexo Vulcânico Norte e Cumbre Vieja. O magma ascendeu até entre 8 e 10 quilómetros de profundidade, produzindo as anomalias gasosas e geoquímicas observadas em 2010 e 2011 sobre este percurso. Esta subida realizou-se entre zonas fraturadas e frágeis, não consolidadas, provavelmente associadas a erupções recentes, sem atividade sísmica. A magnitude dos deslocamentos de terreno medidos, e a falta de mudanças significativas de gravidade sugerem um pequeno volume de magma acumulado. Posteriormente, em 2011 e 2012, a entrada de uma pequena quantidade de magma continuou seguindo um  percurso semelhante, como ficou refletido nas anomalias de gases medidas pelo Instituto Vulcanológico das Canárias na zona de Cumbre Vieja, en 2013. Pequenos volumes de magma ascendiam provavelmente pela mesma rota, sem que ocorresse atividade sísmica durante estes períodos.
No início do período 2017-2020, ocorrem dois enxames sísmicos, em outubro de 2017 e fevereiro de 2018, associados a recentes fraturas, provavelmente abrindo novos caminhos e favorecendo a ascensão do magma, novamente refletido nos sinais geoquímicos observados, assim como no aumento do tamanho e importância das fontes de deslocação em Cumbre Vieja.
Na madrugada de 11 de setembro de 2021 começou um novo enxame sísmico de baixa intensidade no sul da ilha. Até domingo, 19 de setembro, foram registados 31 movimentos sísmicos, com magnitudes oscilando entre 0,8 e 2 na escala mbLg. Na segunda-feira, 13 de setembro, atingiram-se os 1500 movimentos sísmicos na zona do Parque Natural de Cumbre Vieja, nos municípios de Fuencaliente, Mazo e El Paso, o que levou a ativar um alerta de cor amarela (nível de alerta 2 numa escala de 1 a 4) no Plano Especial de Proteção Civil e Atenção a Emergências por Risco Vulcânico (Pevolca), por parte do Governo das Canárias.
Durante o dia 19 de setembro registaram-se 327 sismos, destacando o sismo de 3.8 mbLg que ocorreu às 11:16, amplamente sentido na ilha, com profundidade de dois quilómetros. Pouco depois ocorreu outro, de 4,2 na escala Richter. Desde o início da atividade sísmica, considerou-se que a deformação da ilha devida à pressão do magma sobre a crosta terrestre havia causado a elevação da zona de possível erupção em cerca de 15 centímetros.
Apesar desta situação, decidiu-se não aumentar as medidas de precaução, tendo o Cabildo de La Palma decidido iniciar a evacuação de menos de 40 pessoas com mobilidade reduzida e parte do gado presente na zona.

## Cronologia da erupção

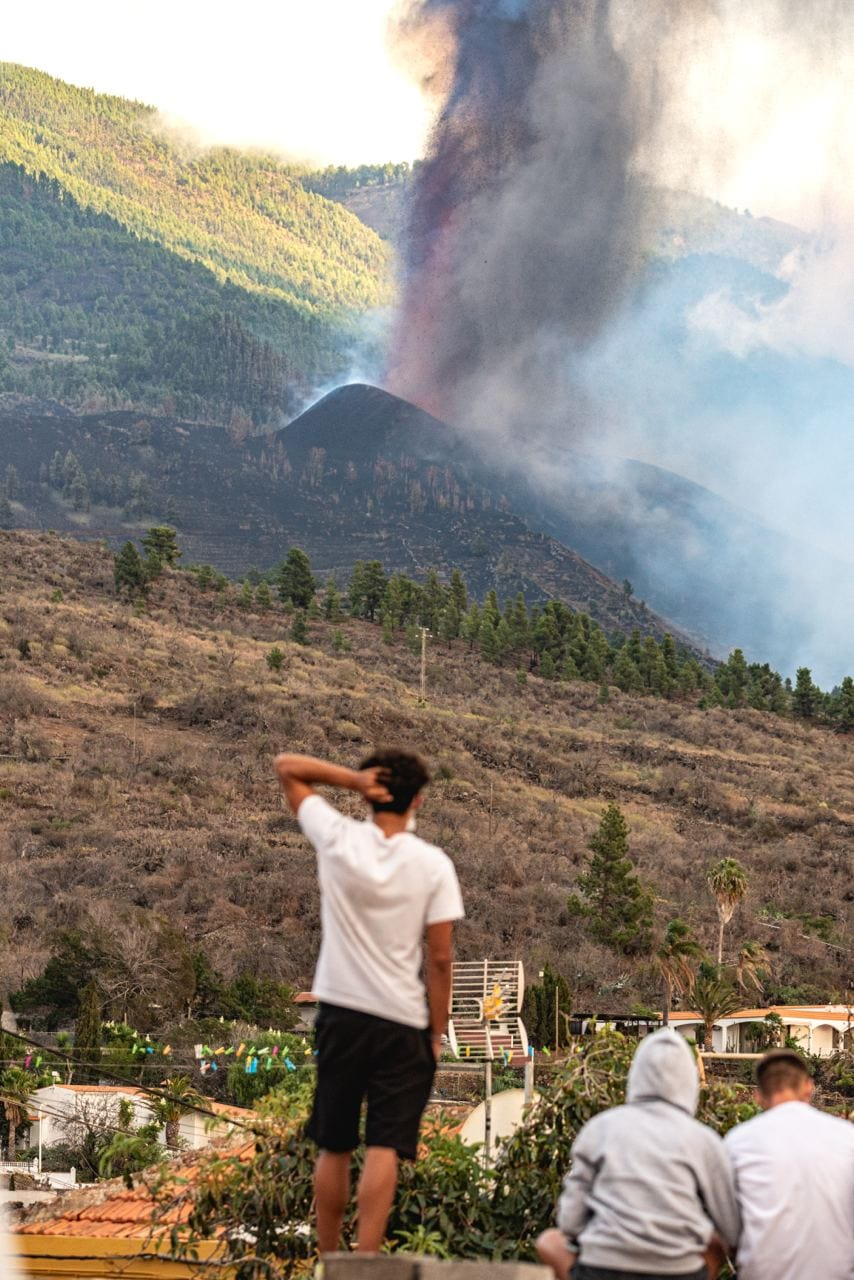
Populares observam à distância a erupção

### Setembro
19 de setembro
A erupção iniciou-se às 15:13, hora local, no pinhal de Cabeza de Vaca, no município de El Paso, na dorsal de Cumbre Vieja, na mesma zona das erupções históricas de La Palma. Apresentava inicialmente duas fissuras separadas por 200 metros, e oito bocas. Autoridades como a Guardia Civil, que destacou sobre o terreno mais de 120 efetivos, estimaram que o total de evacuados poderia superar os dez mil, tendo em conta a previsão do curso da lava em direção à costa. Várias estradas tiveram a circulação fechada, por precaução.
20 de setembro
Durante as 16 horas seguintes, produziram-se três escoadas de lava, chegando a alcançar uma altura de seis metros. Mais de cinco mil pessoas foram evacuadas dos bairros mais próximos à trajectória das escoadas, entre elas centenas de turistas. Na última hora do dia acrescentou-se uma nona boca na zona do bairro de Tacande. As escoadas de lava, do tipo "aa", não eram muito fluídas; não obstante, no seu curso em direção ao oceano a cerca de 700 metros por hora provocaram numerosos danos materiais, como a destruição total de edifícios, vias de comunicação e instalações próximas à zona da primeira erupção.
21 de setembro
Cerca das 14:00 horas, a escoada principal havia alcançado a localidade de Todoque, a mais povoada de toda a zona afetada, com cerca de 1200 habitantes, a uma velocidade de 120 metros por hora. Nessa ocasião a lava avançava por duas línguas: a situada a sudoeste, em Las Manchas, tinha um movimento mínimo de apenas 2 metros por hora, enquanto a segunda, alimentada pela nova boca, foi a que chegou a Todoque.
Durante a tarde, Involcan constatou um aumento da atividade sísmica e, consequentemente, da atividade eruptiva das quatro bocas que continuavam ativas, ao mesmo tempo que se notava uma deformação do terreno de 25 cm.
22 e 23 de setembro

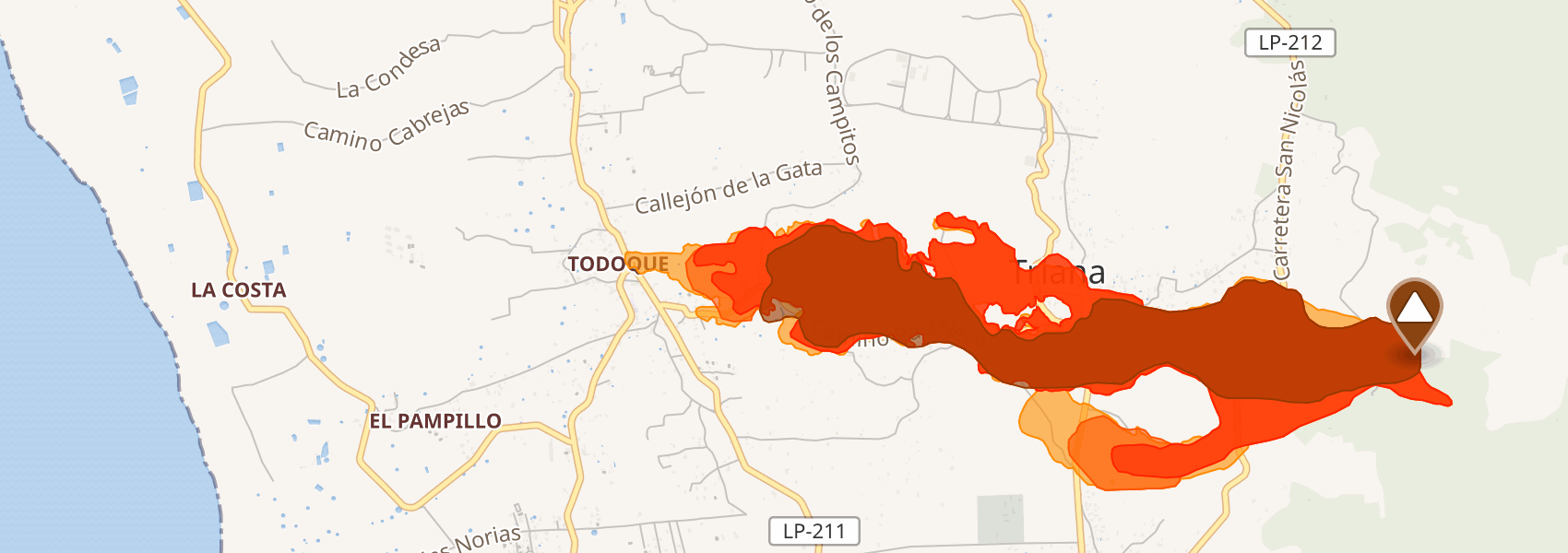
Sobreposição da área coberta pelo rio de lava nos dias 20, 21, 22 e 23. Captado pelos satélites do programa Copernicus.

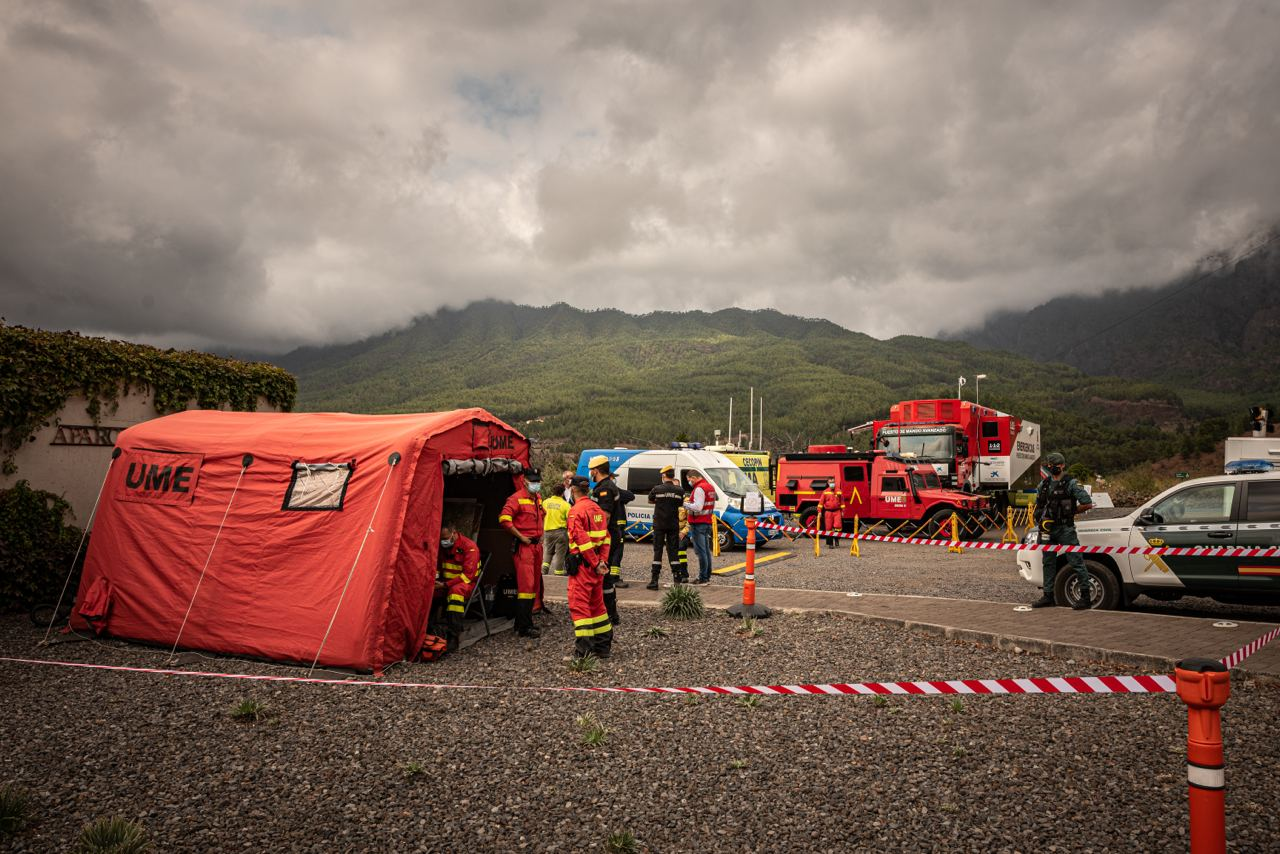
Posto de Comando Avançado, instalado nas imediações da Caldeira de Taburiente, com efetivos dos vários corpos e forças de segurança do Estado.

O director técnico do Pevolca, Miguel Ángel Morcuende, mencionou um período de "mini estabilidade", que embora estivesse sendo "bastante explosivo", as escoadas de lava haviam diminuído a velocidade e avançavam muito lentamente. Morcuente confirmou ainda que existiam nove bocas, havendo quatro ativas numa única fissura.
A diretora do Instituto Geográfico Nacional (IGN) nas Canárias, María José Blanco, destacou que a erupção havia entrado numa fase mais explosiva, com grande emissão de cinzas e diminuição da sismicidade. Indicou também que a escoada continuava com baixa velocidade, a cerca de quatro metros por hora. A escoada que alcançou o bairro de Todoque, continuava alargando a sua frente, superando os 500 metros, enquanto a língua mais a norte permanecia parada.
24 de setembro

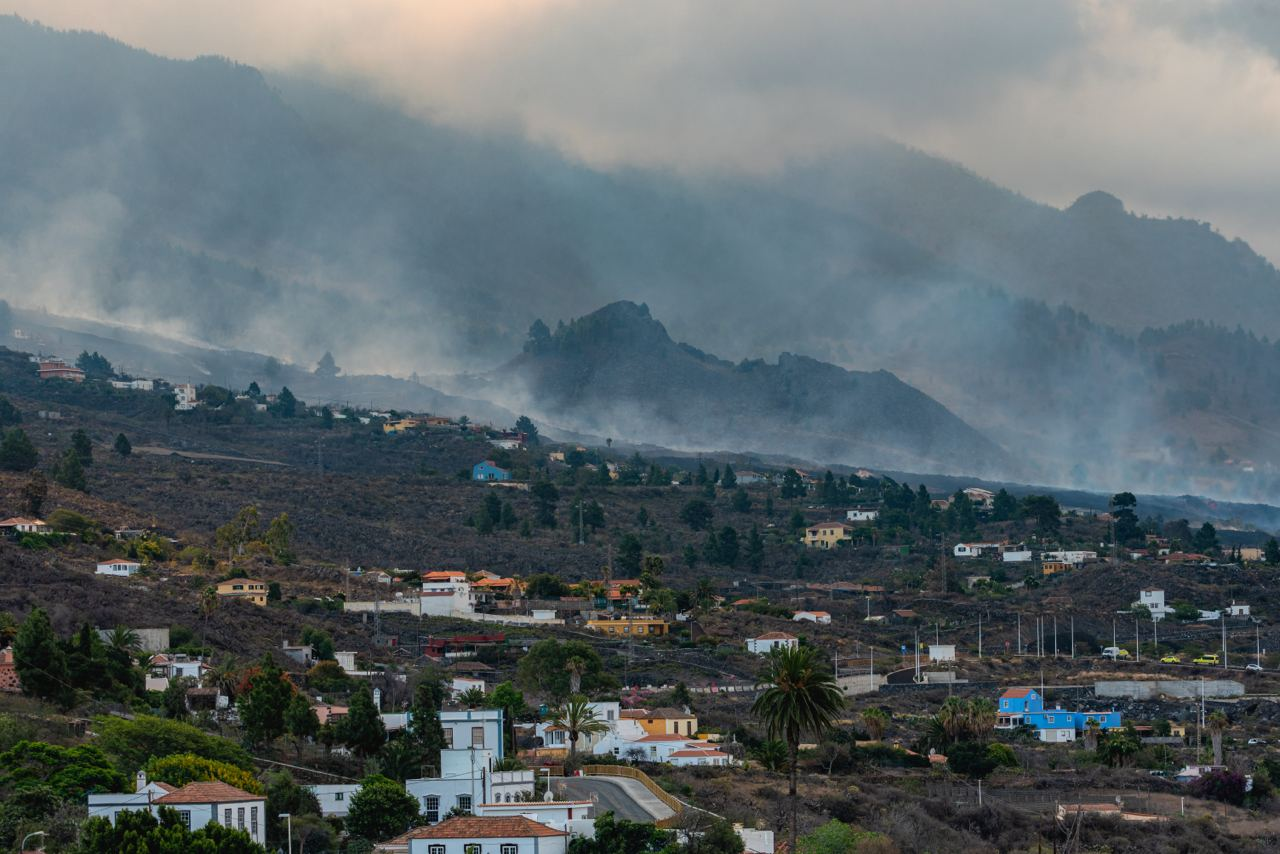
Escoada de lava engolindo à sua frente todos os edifícios e estruturas

Abriram-se mais duas bocas, criando duas escoadas que se deslocavam a uma velocidade de cerca de 60-80 metros por hora, encosta abaixo. Pouco depois foi decretada a evacuação das povoações de Tajuya, Tacande de Abajo e a parte de Tacande de Arriba que ainda não tinha sido desalojada. Ao mesmo tempo, intensificou-se a atividade explosiva e a emissão de cinzas. A presença destas partículas no ar e a pouca visibilidade causou a suspensão de todas as operações comerciais no Aeroporto de La Palma e no de La Gomera.
25 de setembro
A parte ocidental do cone principal de cinzas vulcânicas sofreu um desmoronamento. Abriu-se uma nova boca, originando uma escoada de lava muito mais intensa e fluida, movendo-se sobre a corrente original, que ainda continuava avançando, embora muito lentamente, a poucos metros por hora. A baixa velocidade deve-se à viscosidade ter aumentado muito nas partes inferiores, devido à diminuição da temperatura da lava, aumentando também a altura da escoada.
O ramal da escoada que estava em Todoque pouco avançou. A deformação do terreno não variou muito nos últimos três dias, uma vez que o material que estava entrando na câmara magmática estava sendo compensado pelo que estava sendo expelido. Até este dia haviam sido expelidos pouco mais de 25 milhões de metros cúbicos de magma.
A coluna de fumo e cinzas vulcânicas elevou-se a uma altura de seis quilómetros, com a cinza alcançando toda a ilha de la Palma, e parte da Gomera, mantendo o Aeroporto de La Palma inoperacional. Os operadores marítimos reforçaram as carreiras para a ilha de La Palma, produzindo-se, ainda assim, grandes filas de passageiros no porto de Santa Cruz.
26 de setembro

Colapso da torre-campanário da igreja de São Pio X, em Todoque, provocado pelo avanço da escoada de lava. 17:55 WEST de 26 de setembro de 2021.

Às 17:55, uma das escoadas de lava causou o desmoronamento da igreja de São Pio X, no centro urbano de Todoque, símbolo daquela comunidade. O desabamento foi transmitido em direto pela Radio Televisión Canaria, que acompanhava o avanço rápido da escoada. A lava destruiu ainda o centro de saúde e o recinto da Associação de Moradores. A 21 de setembro, funcionários do município haviam carregado em camiões todo o mobiliário que puderam retirar do interior da igreja paroquial de São Pio X, incluindo a estatuária, crucifixos, candelabros e quadros.
Segundo Miguel Ángel Morcuende, Diretor Técnico do Plano Especial de Proteção Civil e Atenção de Emergências por Risco Vulcânico das Canárias (Pevolca), cerca das 19:00 a escoada lávica principal ultrapassou a estrada LP-213, na altura de Todoque, encontrando-se a cerca de 150 metros a oeste do núcleo populacional. Às 20:15, a frente da escoada encontrava-se a cerca de 1.600 metros da costa, em linha reta, na direção Nordeste, contornando a montanha de Todoque. A situação do avanço rápido da escoada não gerou novos desalojados, uma vez que a direção da escoada mantém-se dentro da zona de exclusão estabelecida, de onde todos os habitantes já haviam sido desalojados. A lava continua seguindo o percurso da escoada principal, com uma velocidade média de cerca de 100 metros por hora, devido à temperatura mais alta, uma vez que emana de uma profundidade maior do vulcão - cerca de dez quilómetros - fazendo com que aumente a sua fluidez. A frente da língua vai sendo empurrada por nova lava, de modo que embora a frente da escoada vá arrefecendo, o seu interior continua muito quente, a cerca de 1.200 graus, tornando-a mais fluida. A altura média da escoada na sua frente varia entre os quatro e os seis metros, com uma largura máxima de 600 metros.
Na eminência da chegada da lava ao mar, na zona costeira de Tazacorte, e prevendo-se  possíveis emanações de gases nocivos à saúde, a Pevolca ordenou o confinamento dos bairros de San Borondón, Marina Alta, Marina Baja y La Condesa, tendo a população que permanecer nos seus domicílios com portas e janelas fechadas, até a reavaliação da situação na manhã seguinte.
27 de setembro
Depois de uma noite de grande atividade explosiva, cerca das 8:30 a atividade cessou subitamente durante aproximadamente duas horas, retomando em seguida. Durante a calmaria a atividade sísmica baixou, tendo os enxames sísmicos se deslocado em direção ao sul da ilha, a profundidades de cerca de 10 quilómetros, numa localização semelhante aos movimentos que se detectaram uma semana antes da erupção, com 16 sismos localizados na zona norte de Fuencaliente de La Palma. Os peritos que monitorizam a erupção classificaram a paragem de atividade como um “processo normal” neste tipo de erupções fissurais estrombolianas, nas quais se alternam continuidades e descontinuidades. Segundo María José Blanco, diretora do Instituto Geográfico Nacional nas Canárias, este comportamento do vulcão pode dever-se a uma mudança no condutor que o alimenta, levando a uma diminuição do conteúdo gasoso e a um menor aportamento de material disponível, podendo ser retomado a qualquer momento, como efetivamente aconteceu. Não foi a primeira vez na história das Canárias que um vulcão parou e voltou a entrar em erupção uns dias depois, inclusive um ponto mais distante. O precedente mais imediato foi o vulcão de San Juan, na mesma ilha, em 1949.
Com a retomada da atividade o vulcão entrou numa nova fase, voltando a gerar grandes explosões do tipo estromboliano, e formando uma grande escoada de lava que descia desde o cone principal pelo caminho aberto pelas anteriores. No final do dia 27, sem contar com a grande quantidade de lava expelida nessa noite, a erupção já havia superado em somente sete dias a última ocorrida em La Palma, a do Teneguía, em 1971, com 46,3 milhões de metros cúbicos de materiais expelidos numa semana, enquanto o Teneguía deslocou 43 milhões em 24 dias. Ao longo deste dia, a lava cobriu 237,5 hectares, mais 27,5 que no dia anterior em apenas 24 horas.
A Capitania Marítima de Santa Cruz de Tenerife, por recomendação do Pevolca, decidiu deslocar a zona de exclusão de navegação para norte, devido ao risco de queda no mar de lava do novo vulcão, passando a compreender desde La Bombilla até 0,2 milhas ao sul do porto de Tazacorte, sendo também restrita a manobra de entrada e saída de barcos no porto na zona da ponta do dique, prevendo-se um encerramento do porto caso a lava atinja o mar a menos de 1,2 milhas da entrada.
No final do dia, estimavam-se que faltariam 1.200 metros para que a lava atingisse a costa. A qualidade do ar continuava boa, descartando-se a ocorrência de chuvas ácidas nas 24 horas seguintes.
Segundo David Calvo, porta-voz do Instituto Vulcanológico de Canárias (Involcan), o novo vulcão de La Palma entrou numa fase efusiva, com menos explosões e menos protagonismo do cone principal. A nova lava é do tipo havaiano, mais fluída e com maior capacidade de deslocação, sendo emitida por uma cratera pequena, fora do cone principal, a partir de uma boca que emite menos cinza e menos piroclastos que o centro emissor principal. Apesar de dificilmente formar o seu próprio cone, emite um fluxo "impressionante" de lava. Esta boca sempre emitiu lava mais fluída, tendo o fluxo aumentado consideravelmente ao fim da tarde do dia 27. A maior fluidez desta lava permite uma maior capacidade de movimento e ocupação de terreno, não formando os "muralhões" da escoada anterior, correndo sobre as escoadas anteriores.
Entre as 8:00  da manhã e as 20.00 horas da tarde, o vulcão teve uma atividade muito ligeira, confirmado pela quantidade de anidrido sulfuroso emitido, muito baixa em relação aos outros dias, com o penacho a atingir mais de 4.000 metros. No total, o vulcão emitiu 10 milhões de metros cúbicos de produtos vulcânicos. Entre as 8.00 e as 18.00 horas registou-se uma descida brusca da sismicidade. Após as 18:15 ocorreu expulsão de vapor de água e emissão de cinzas, e após as 19:15, emissão de escoadas pelo flanco norte, com emissão significativa de lava.
A morfologia do cone vulcânico alterou-se. A sismicidade continua a 10 quilómetros de profundidade, no sítio onde estava cerca de 11 de setembro, continuando a ocorrer sismos em torno do centro de emissão. A emissão de dióxido de enxofre baixou, encontrando-se nas 567 tm diárias, com as cinzas atingindo os 5.500 metros de altitude.
28 de setembro

Momento em que a escoada de lava atinge o mar, tirado a partir do oceanográfico Ramón Margalef, às 23:03 WEST do dia 28 de setembro de 2021

Em consequência do aumento da atividade eruptiva explosiva, o Instituto Geográfico Nacional (IGN) emitiu durante a manhã um novo aviso VONA (Volcano Observatory Notice for Aviation) para a aviação civil, devido ao aumentod a emissão de cinzas, assim como o aumento da altura da cinzas, que alcançou os 7.000 metros. A companhia aérea canária Binter cancelou os voos programados para e de La Palma até às 13.00 horas do dia 28, devido à nuvem de cinzas provocada pela erupção do vulcão.
Segundo Miguel Ángel Morcuende, diretor técnico do Pevolca, o magma expelido tem agora origem em camadas inferiores, sendo, por isso, mais fluído. O centro emissor de lava encontra-se por baixo da cratera, a 900 metros acima do nível do mar, com inclinações muito elevadas. O calor e as inclinações elevadas fazem com que avance por aí a cerca de 300 metros por hora. Nos estádios iniciais a escoada avança muito rápido, mas à medida que avança, arrefece e encontra obstáculos e acaba por sair da  «via rápida» sobre a qual inicialmente deslizava, abrandando a velocidade e causando um alargamento da própria escoada. A escoada que avança nesta altura é a que tem origem no flanco norte do vulcão, correndo sobre escoadas anteriores, o que permite um avanço mais rápido.
300 pessoas encontram-se em confinamento em quatro localidades de Tazacorte, devido à probabilidade da produção de ácido clorídrico quando a lava atingir a água do mar.
Cerca das 13:00, a lava encontrava-se na altura do caminho do Plantillo, numa zona de bananais, gerando uma pequena nuvem tóxica devido à queima do plástico de estufas e adubos explosivos. A nuvem continha elementos tóxicos, como amoníaco e cloruro de boro, incidindo num raio pequeno dentro da zona de exclusão, tendo-se, entretanto, diluído. Todas as vivendas dentro de um raio de cinco quilómetros estão de sobreaviso, devido ao perigo de explosões e quebra de vidros.
O IGN localizou seis sismos na zona afetada pela reativação vulcânica, com una magnitude máxima registada de 2,9 (mbLg) num movimento sísmico a 10 quilómetros de profundidade. A amplitude média dos sismos vulcânicos manteve-se em valores muito baixos para esta erupção até às 15:00, e praticamente nulos entre as 15:00 e as 17:00. A partir desse momento começou a aumentar de forma considerável, até alcançar uma faixa de valores médios às 19.00 horas, estabilizando desde então. A rede de estações permanentes GNSS da ilha mostra estabilidade nas deformações. Ao longo do dia, registaram-se dois sismos de 3 graus, e sete de mais de 3 graus, continuando a haver sismicidade a cotas mais superficiais, embora com menor incidência.
Cerca das 20:00 a lava contornou a montanha de Todoque pelo sul, seguindo em direção à costa de Tazacorte, tendo já cruzado a Estrada da Costa, sendo visível do mar. A destruição ocorre sobretudo nos bananais localizados na zona, último obstáculo antes da costa marítima.
Pelas 23:00, a escoada de lava chegou à linha de costa, após acelerar a velocidade nas três horas anteriores, sem outro obstáculo que os bananais, gerando uma grande coluna de fumo branco e negro ao atingir o Oceano Atlântico. O contacto com o mar ocorreu em Los Palacios, na praia de La Galeria, uma pequena enseada a norte da praia de Los Guirres. O contacto da lava com a água foi recolhido em imagens pelo barco do navio oceanográfico Ramón Margalef, assim como pela jornalista da televisão canária no programa 'Una Hora menos'. A lava escorreu em cascata por uma arriba de 100 metros de altura, formando uma coluna de 50 metros de alto, equivalente a um edifício de 15 andares, ao arrefecer rapidamente, após contacto com a água.
29 de setembro

Formação do delta lávico em la Palma, a 29 de setembro de 2021, vendo-se a nuvem tóxica gerada pelo contacto entre a lava e a água do mar

No 11.º dia da erupção, segundo os responsáveis do Pevolca, a erupção não se encontrava estabilizada, com uma dinâmica que escapava ao controlo e em constante monitorização. De acordo com María José Blanco, diretora do IGN nas Canárias, María José Blanco, a erupção fissural continua apresentando um mecanismo estromboliano efusivo, enquanto a escoada, após superar a montanha Todoque, entrou no mar cerca da praia de Los Guirres. Em poucas horas, a lava amontoou-se na base da arriba,formando um cone. A inclinação suavizou-se, sobre a qual uma cascata de lava cai tranquilamente sobre o mar, formando um grande delta lávico que se expande continuamente em em direção ao sul e oeste, com mais de 500 metros de largo.
O contacto entre a lava e o mar forma continuamente uma nuvem de gases tóxicos, circunscrita à zona de contacto com o mar e dissipando-se rapidamente, com a ajuda do vento forte que se fazia sentir. A população não foi afetada, para além dos confinamentos anterioriormente impostos em quatro bairros de Tazacorte, mantendo-se a zona de exclusão marítima de duas milhas. Foi observada uma descoloração do oceano, que se une a áreas em azul turquesa e outras castanhas, sobretudo na zona próxima à lava. As alterações de cor da água em torno da escoada devem-se ao material vulcânico, como já anteriormente observado no vulcão Tagoro de El Hierro.
O processo eruptivo continuou, com as restantes escoadas permanecendo inativas. A primeira escoada mantem-se praticamente paralisada no núcleo de Todoque, com alturas que superam os 10 metros de altura. Espera-se que a atividade estromboliana continue, podendo ocorrer modificação do cone vulcânico. A altura da coluna de fumo atinge os 3.500 metros de altitude. Na área próxima ao centro de erupção predominam brisas, esperando-se a deslocação da nuvem de cinzas e dióxido de enxofre para noroeste do vulcão, devendo atingir El Hierro pela tarde ou noite.
Com a melhoria das condições meteorológicas no aeroporto foram retomadas as ligações aéreas com La Palma, incluindo a companhia aérea canária Binter.
A sismicidade mantem-se estável, na zona do início, a 11 de setembro, a 10 quilómetros de profundidade. As deformações na componente horizontal prosseguem para sul e oeste, continuando a crescer na vertical. No total foram emitidas 10.757 toneladas de gases desde o início da erupção. As áreas de exclusão continuavam dentro dos 2,5 quilómetros desde o centro de emissão, de modo a minimizar o impacto de piroclastos e gases, aconselhando-se as pessoas a que permaneçam afastadas das janelas num raio de 5 quilómetros, devido ao perigo de possíveis explosões. A qualidade do ar continuava boa, embora fosse recomendado o uso de máscaras nas zonas de deposição de cinzas.
Depois do anoitecer, María José Blanco advertiu que a qualidade do ar superou o patamar diário de mais de 50 microgramas por metro cúbico na estação móvel de Los Llanos, um nível de alerta que, embora ainda dentro dos limites estabelecidos pela normativa, demanda vigilância e precaução. Na estação de Tazacorte a média diária de dióxido de enxofre foi de 219 microgramas por metro cúbico, sendo o máximo 125. Entre as 7 e as 10 da manhã alcançou-se um valor de 350, o triplo do máximo estabelecido. Em Los Llanos, a media foi de 198 microgramas por metro cúbico, com os índices mais altos a serem registados entre as 2 e as 4 da tarde. Em nenhuma das estações foi detetado sulfeto de hidrogénio. Segundo Blanco, a relação de dióxido de carbono e Dióxido de enxofre no penacho sugere que a lava provém de um sistema magmático profundo.
30 de setembro
Durante a manhã constatou-se a existência de um campo fumarólico no flanco nordeste. O processo eruptivo continuou a sua atividade, seguindo a lava de modo relativamente estável pela escoada principal, fluindo para o mar num caudal contínuo, transbordando em alguns pontos, enquanto as outras escoadas permanecem praticamente inativas. A sismicidade manteve-se na mesma zona dos dias anteriores, a profundidades de mais de dez quilómetros. Foram sentidos 18 sismos, um dos quais de magnitude 3,3 sentido com intensidade 2 como medição máxima, assim como movimentos mais superficiais em torno do núcleo da erupção. O tremor é estável, embora em algumas zonas próximas ao cone vulcânico é de alta frequência; as deformações mantêm um padrão estável.
Durante a tarde registou-se um aumento da atividade vulcânica, com mais explosões. ocorreu também um aumento da sismicidade, com um sismo de 5 graus registado às 21.31 em Fuencaliente. Ao fim da tarde uma nova escoada surgiu, com origem na parte de trás do cone secundário.
Neste dia a principal preocupação centrava-se na qualidade do ar, após medições em Tazacorte revelarem que pontualmente se haviam ultrapassado os limites de dióxido de enxofre permitidos, recomendando-se o uso de máscaras FPP2, e que se usem o menos possível os espaços abertos, sobretudo pessoas vulneráveis, grávidas, crianças e idosos ou pessoas com doenças respiratórias. O penacho, a nuvem tóxica que produzida pelos gases libertados pela entrada da lava no mar, evoluiu para o noroeste da ilha. Os regantes das explorações agrícolas entre La Bombilla e El Remo, e ao norte da Montanha de La laguna. Foi permitido o acesso a vivendas por motivos urgentes, mas não para recolha de bens, sendo ainda permitido aos moradores a entrada em zonas a menos de dois quilómetros do vulcão para dar de comer aos animais.
1 de outubro

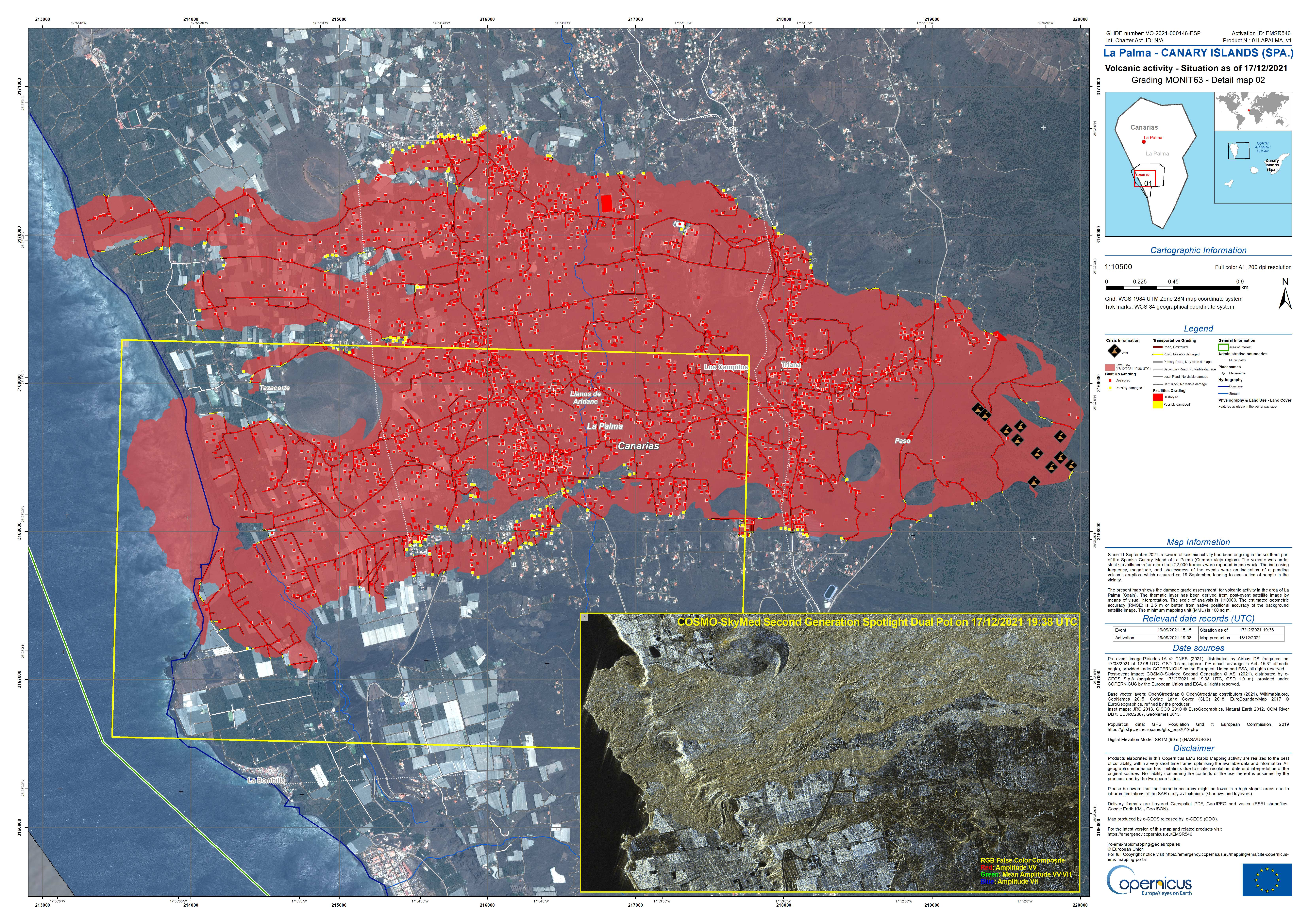
Avaliação de danos da erupção de La Palma a 1 de outubro de 2021, através de interpretação visual de imagens pós-evento do sistema Copernicus.

Na madrugada do 13.º dia de erupção surgiu uma nova boca, passando o vulcão a contar com duas bocas ativas, com cerca de 15 metros entre si, na face noroeste do cone vulcânico, a uma distância de cerca de 600 metros da cratera. Desde as 2.30, estas bocas expulsam correntes de lava muito fluida, avanlçando em direção à escoada original. A nova escoada desloca-se a cerca de 450 metros de distância a noroeste da primeira, avançando muito rapidamente, com a ajuda da topografia. Pelas 10 da manhã, a nova escoada havia ultrapassado a estrada LP-212, no Vale de Aridane, procurando unir-se com a primeira. A escoada original, que uma semana antes havia se bifurcado para contornar a montanha de Todoque, tendo o ramal do lado sul atingido o mar, embora corra canalizada em quase todo o percurso, em algumas zonas alargou-se, arrasando novas propriedades, com o número de edifícios danificados ultrapassando o milhar. Adicionalmente, no trecho final voltou a separar-se, podendo desembocar no oceano a 200 metros do primeiro.
Com as duas novas bocas, são já sete os centros emissores ativos da erupção: existem mais três no interior da cratera, e mais dois na lateral do cone vulcânico. Até este dia, o vulcão havia expelido 80 milhões de metros cúbicos de magma, o dobro do Teneguía, em 1971, num terço do tempo.
O tremor, tipo de sismo característico dos vulcões, aumentou a partir da madrugada deste dia, com a sismicidade permanecendo próxima à zona dos primeiros dias. Nos últimos dias detetaram-se dezenas de sismos de intensidades de 3 a 4 graus, com epicentro entre os dez e os quinze quilómetros de profundidade, sugerindo uma grande atividade vulcânica. A erupção fissural continua, com o cone a mudar constantemente a sua morfologia.
A coluna de fumo e gases que emana do vulcão alcançava os 6.000 metros de altitude, mais mil que dois dias antes, com alta taxa de emissão de dióxido de enxofre para a atmosfera, 8.700 toneladas diárias. A mudança do vento e condições meteorológicas desfavoráveis levaram a uma pioria da qualidade do ar no Vale de Aridane, registando-se valores altos de dióxido de enxofre. Não obstante os picos de níveis tóxicos, estes apenas se produziram em determinadas zonas, não representando perigo para as pessoas. As explosões do novo vulcão lançaram cinzas e pequenos fragmentos de escória vulcânica, que chegam a ter um centímetro de diâmetro no miradouro da igreja de Tajuya, situado a mais de três quilómetros do centro eruptivo, localizado na zona de Cabeza de Vaca. A estação de teledeteção instalada no el Centro de Visitantes do Vulcão San Antonio, em Fuencaliente, observou um impressionante vórtice da coluna eruptiva do vulcão, assim como por satélite.
Pelas 22:30, o Pevolca ordenou um novo confinamento, afetando cerca de 3.500 pessoas, em consequência das condições meteorológicas existentes, com uma inversão térmica que impede a dispersão de gases e os mantém em cotas baixas da atmosfera.

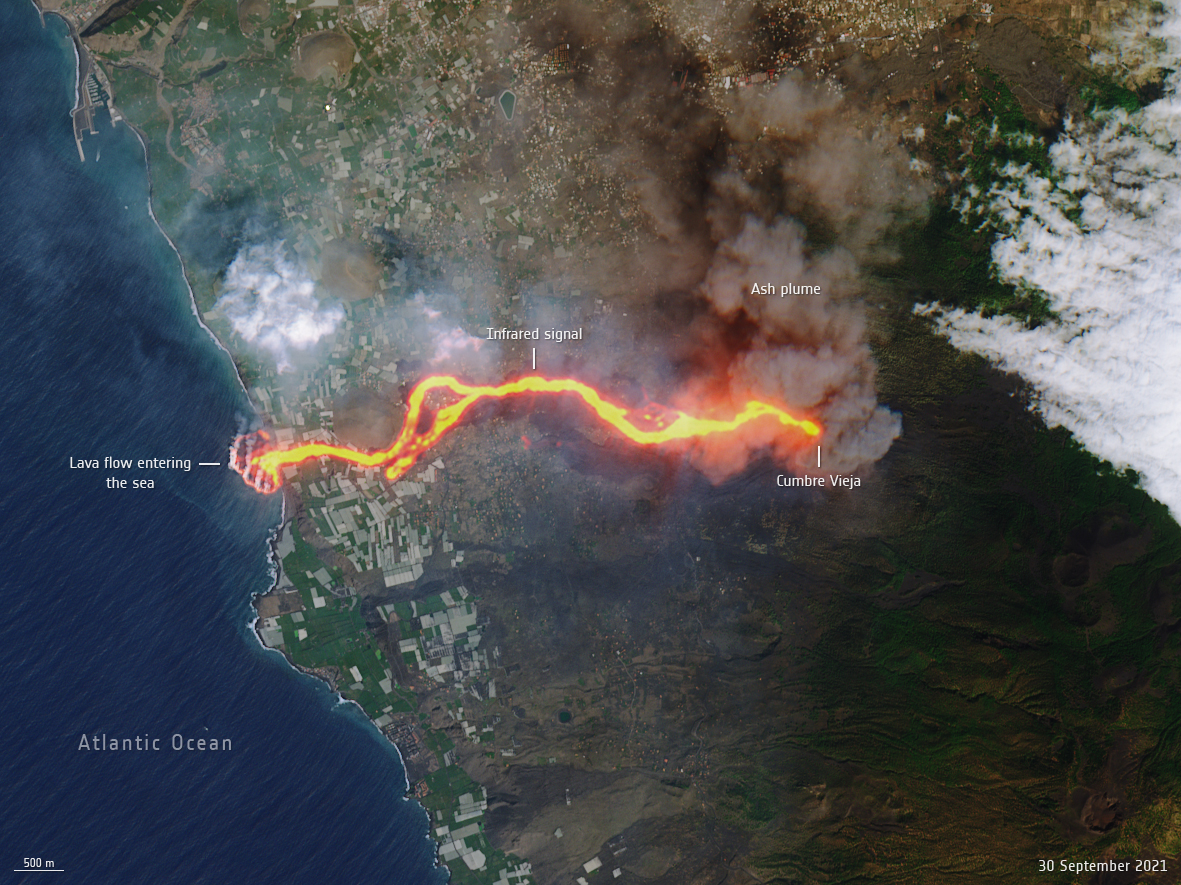
Imagem por satélite do Programa Copernicus que mostra o fluxo que atinge o mar, formando o delta lávico (imagem a cores reais com destaque em infravermelhos), correspondente a 30/09/2021

### Outubro
2 de outubro
Às 10:30 da manhã, o Involcan informou que se havia aberto um novo foco de emissão na fratura principal do vulcão, somando-se às duas novas bocas que surgiram na madrugada do dia anterior. Imagens capturadas por drone mostraram como a nova boca já está emitindo elementos líquidos e sólidos, como magma e piroclastos,  assim como gasosos. Entretanto, a escoada que emerge desde o dia anterior pelas duas novas bocas fez contacto com a escoada original.
Entre cerca do meio-dia do dia anterior, e o meio-dia deste dia, foram registados 21 sismos em torno da erupção, dois deles sentidos pela população, com magnitude máxima de 3,6 (mbLg), correspondente ao sismo sentido com intensidade máxima na zona epicentral às 14:13 do dia anterior. Foram ainda localizados dois sismos a profundidades em torno dos 30 quilómetros, e um sismo superficial na zona próxima à boca eruptiva. O tremor vulcânico mantém-se estabilizado, em níveis semelhantes aos dos dias anteriores, com as deformações voltando a estabillizar.
A Direção Geral de Segurança e Emergências do Governo das Canárias ordenou o levantamento do confinamento nos núcleos populacionais de Tazacorte, El Paso e Los Llanos de Aridane, atendendo à melhoria da qualidade do ar na zona.
3 de outubro
Na noite de sábado para domingo, a rede de vigilância vulcânica de seguimento 24 horas do IGN localizou nove sismos no entorno da zona de erupção do vulcão. Às 19:14, o IGN registou um sismo de magnitude 3,7 localizado a una profundidade de 12 quilómetros a sudoeste de Villa de Mazo, um dos mais de 20 registados neste dia nos municípios de Mazo e Fuencaliente. O sismo foi vinculado ao processo eruptivo em curso, tendo sido descartada a probabilidade de se produzir um novo foco eruptivo em outra zona da ilha.
Nas últimas horas do dia, o Pevolca foi detetou um aumento da atividade explosiva. O mesmo organismo ordenou a evacuação de cientistas e pessoal de vários serviços de emergência que se encontravam a trabalhar perto da escoada, após um empobrecimento da qualidade do ar, embora restrito a essa zona e sem afetar os núcleos populacionais fora do perímetro de segurança, fixado em 2,5 quilómetros do cone principal, onde a qualidade do ar é boa.
Desde as 21:00 o caudal de lava continuou aumentando, segundo sempre pelo mesmo canal de saída. A parte noroeste do cone vulcânico cedeu e desmoronou-se, causando a unificação de algumas bocas eruptivas. O desmoronamento provocou uma reação equivalente à rutura de uma represa,  causando a queda de blocos, parte da estrutura do cone, que foram arrastados pela escoada, e produzindo também uma grande quantidade de lava muito fluída, seguindo o percurso das escoadas anteriores. Ocorreu um aumento dos picos da explosividade, dentro da pauta estabelecida para uma erupção estromboliana. A escoada originada a 1 de outubro, separada do cone principal, continuou mostrando sinais de pouca atividade. Foi confirmada a existência de tubos vulcânicos próximos da costa que ajudam a levar o magma ao mar.
Existem dificuldades no abastecimento de água potável e de rega nos bairros dos municípios de El Paso e Los Llanos, a sul da interceção das escoadas.
4 de outubro
Cerca das 00:00, o município de Fuencaliente de La Palma registou uma sucessão de sismos, coincidindo com as mudanças ocorridas no vulcão, e com o aumento da sua atividade eruptiva, após o desmoronamento de um dos seus cones. De acordo com o IGN, entre as 22:30 do dia anterior, e as 8:00 deste dia, Fuencaliente foi sacudida por 12 movimentos sísmicos, quatro deles com intensidade superior a 3. O mais intenso ocorreu às 00.17, com intensidade de 3.7, resultando igualmente no registo mais alto, igualado pelo sismo sentido na Villa de Mazo.
A atividade explosiva e a frequência de detonações aumentou, ao mesmo tempo que as fissuras começaram a lançar bombas basálticas que chegam a atingir os 800 metros de distância. Uma vez que os projéteis caem dentro do raio de exclusão, apenas apresentam perigo para o pessoal científico e de emergência. Seguindo o Índice de Explosividade Vulcânica (VEI), uma escala entre 0 e 8, a magnitude das detonações associadas a esta erupção encontra-se no valor 2.
De acordo com o geólogo José Mangas, catedrático a Universidade de Las Palmas de Gran Canaria, a análise científica do magma revelou grandes quantidades de tefrito, material evolucionado, que indica uma permanência e transformação ao longo de milhares de anos sob a ilha.
Ao mesmo tempo, produziu-se um enxame sísmico de cerca de 40 sismos ao sul da ilha, em Fuencaliente e Mazo, onde ocorreu um sismo de magnitude 3,4 na escala de Richter. O Pevolca não atribuiu grande importância a estes sismos, uma vez que continuam a produzir-se a grandes profundidades, ao invés de um nível mais superficial, o que poderia significar uma maior pressão do magma para atingir a superfície. A coluna de cinzas e gases alcançou uma altura de 4.500 metros.
10 de outubro
O novo fluxo de lava do vulcão enterrou os últimos edifícios existentes em Todoque e destruindo completamente a localidade.
Após três semanas de erupção, a lava tinha atingido 525 ha e mais de 1200 construções.
14 e 15 de outubro
No dia 14 às 2:27 (hora local) registou-se um sismo de magnitude 4,5 na escala mbLg a 37 km de profundidade de Villa de Mazo. No dia seguinte, pela tarde, abriu um novo centro eruptivo a sudoeste da cratera, inicialmente emitindo piroclastos, gases e vapor de água, considerando-se um fenómeno normal neste tipo de erupções.
16 de outubro
Às 7:07 (hora local) foram registados dois sismos seguidos, de magnitudes 4,3 e 4,5 mbLg a 37 e34 km de profundidade. Inicialmente foram registados como um só sismo de magnitude 4,5, mas depois foram distinguidos.
20 de outubro

### Novembro

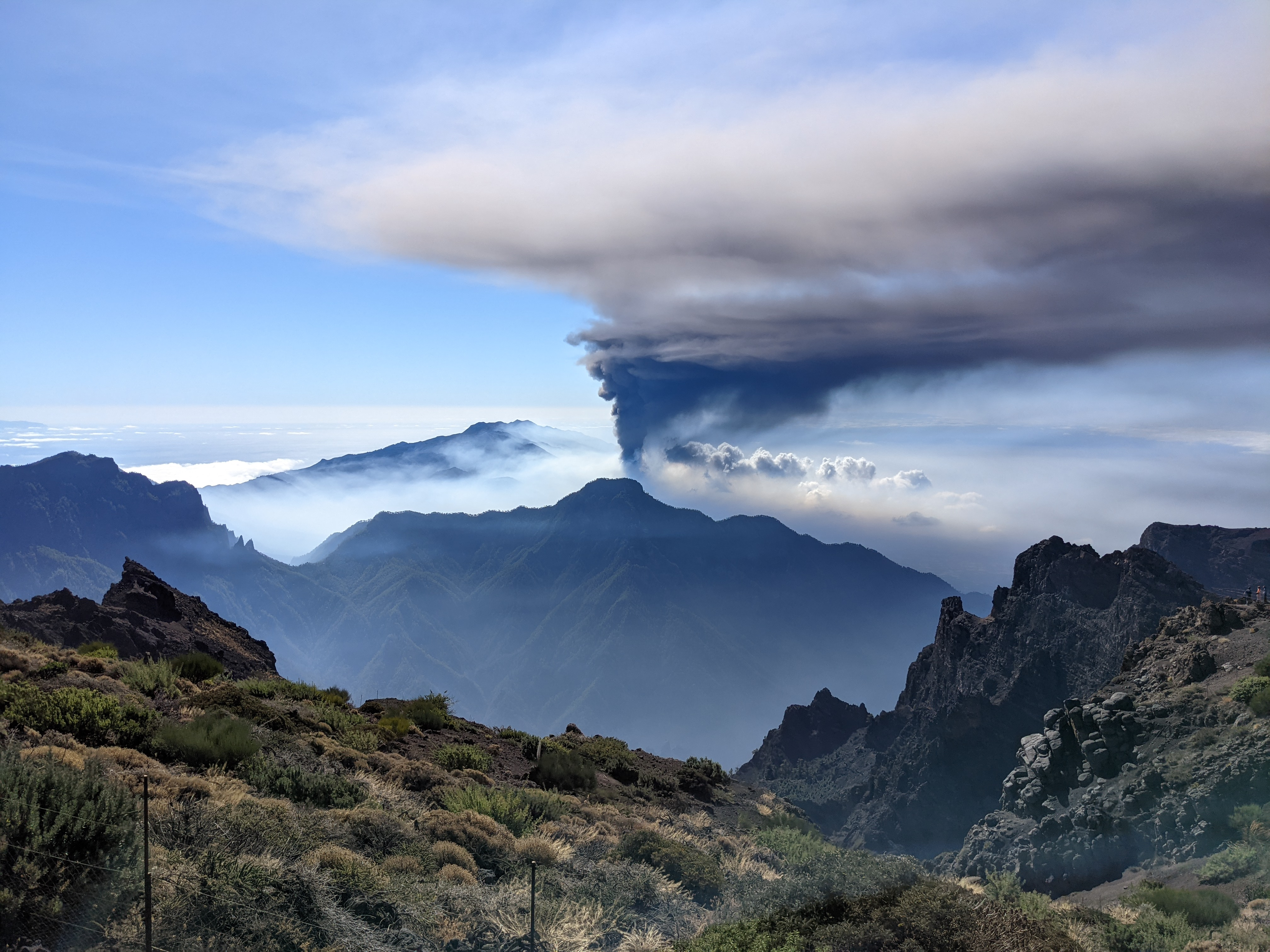
A coluna de fumo vista do Roque de los Muchachos em 31 de outubro.

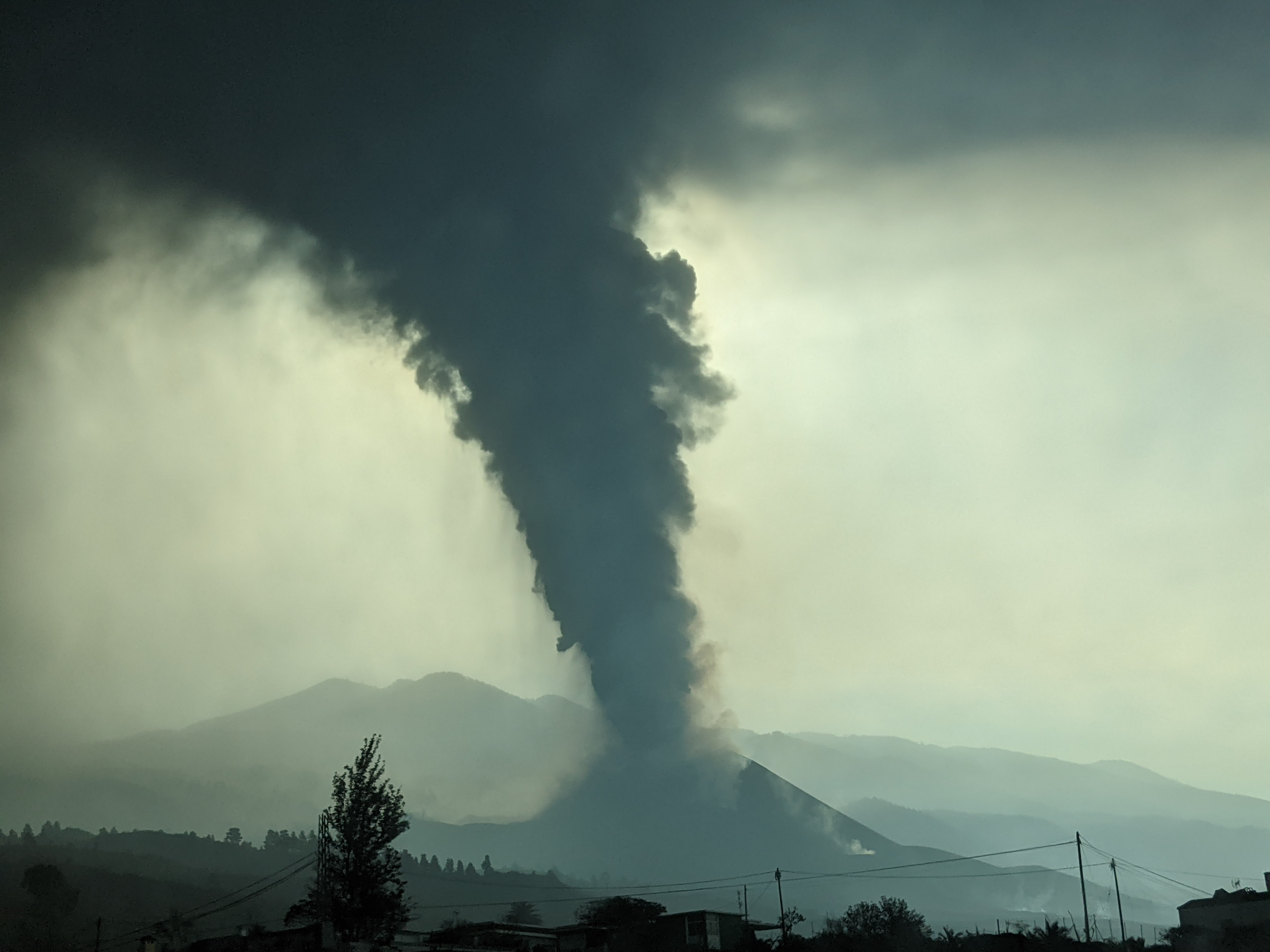
Erupção em 1 de novembro.

### Dezembro
Em 12 de dezembro, a erupção tornou-se na maior registada na ilha, ao atingir 85 dias de atividade contínua. Antes, a erupção do Tajuya em 1585 era a mais longa, com 84 dias.
O tremor vulcânico praticamente desapareceu desde a noite de 13 de dezembro, mas foram sentidos numerosos sismos de pequena magnitude e houve uma nuvem de gases que obrigou a confinar cerca de 33000 pessoas. Em 17 de dezembro, após quatro dias sem atividade, os especialistas mostraram-se esperançados por um provável final do processo eruptivo, marcando um prazo de 7 dias para confirmar o fim do evento.

## Formação da nova fajã

Aspeto da nova fajã em crescimento a 29 de setembro de 2021, vendo-se ao fundo a zona de Las Bombillas, formada por um processo semelhante durante a erupção do Hoyo Negro, em 1949.

No 10.º dia da erupção, pelas 23:00, a escoada lávica atingiu a linha da costa em Los Palacios, na praia de La Galeria, uma pequena enseada a norte da praia de Los Guirres escorrendo em cascata por uma arriba de 100 metros de altura. Formou-se uma coluna de 50 metros de alto, equivalente a um edifício de 15 andares, devido ao rápido arrefecimento após contacto com a água. Em poucas horas, a lava amontoou-se na base da arriba, formando um cone. A inclinação suavizou-se, correndo sobre ela uma cascata de lava, caindo tranquilamente sobre o mar,  formando na sua base um grande delta lávico que se expande continuamente em em direção ao sul e oeste, com mais de 500 metros de largo.
A plataforma marítima - fajã, na cultura macaronésica - conquistada ao oceano pela formação do delta lávico, torna-se automaticamente domínio público marítimo terrestre, sendo propriedade do Estado espanhol. Esta é a primeira vez que a ilha de La Palma cresce nos últimos 50 anos, após delta lávico do vulcão Teneguía se ter apoderado de 2 quilómetros quadrados antes ocupados pelo oceano. O novo território terá possivelmente uma tipologia semelhante a outras plataformas vulcânicas geradas por erupções históricas a pouca distância desta, como é o caso da zona costeira de La Bombilla, localizada um pouco mais ao sul da praia de Los Guirres, gerada pelo vulcão Hoyo Negro, durante a erupção do vulcão San Juan, em 1949, e a faixa costeira situada entre Puerto Naos e El Remo, originada na erupção do vulcão Tehuya, em 1585. Segundo Juan Carlos Carracedo, geólogo e professor jubilado do Conselho Superior de Investigações Científicas, estas plataformas têm sido criadas em quase todas as erupções históricas de La Palma. Ocorreu com o Teneguía, na de 1712 do El Charco, e na de Tehuya, de 1585. Todas formaram este tipo de plataforma nesta parte da ilha, tendo menor extensão nas zonas em que o mar é mais profundo. Na erupção do Hoyo Negro, em 1949, a escoada lávica ao encontrar menor profundidade gerou uma plataforma mais extensa. Não obstante, Carracedo advertiu que para que a lava possa continuar ganhando terreno ao mar neste ponto da costa de Tazacorte, teria que alcançar muita profundidade, uma vez que a plataforma marítima de La Palma é muito curta. Embora vá crescendo em largura, a plataforma tem o seu limite em direção ao mar, uma vez que o avanço nessa direção será cada vez mais trabalhoso. A amplitude do delta será igualmente determinada pela quantidade de lava emitida pelo vulcão.
A 30 de setembro, a nova fajã, continuamente alimentada pelo magma da escoada principal, alcançava uma altura de 24 metros.
A 1 de outubro, a fajã alcançava os 27,7 hectares de área, com uma largura de 530 metros entrando 475 metros pelo oceano, com uma cota de 30 metros de profundidade, continuando em constante crescimento.
A 3 de outubro, continuava a crescer a bom ritmo, graças à alimentação de lava das três bocas do cone que registam atividade do tipo havaiano, estendendo-se por uma superfície de quase 30 hectares, com uma altura de 30 metros sobre o mar, e uma profundidade de 25 metros. A 4 de outubro, abrangia 32,7 hectares.
O navio oceanográfico Ramón Margalef terminou a primeira campanha para o estudo dos fundos marinhos após a erupção do vulcão, encontrando-se e, Santa Cruz de Tenerife. Foram recolhidas 3.000 amostras de água do mar, algumas delas a escassos metros da escoada, com recursos a drones, permitindo também a análise da temperatura superficial da água em redor da fajã. As observações revelaram que o contacto da lava com o oceano produziu uma descoloração da água e variações de temperatura e fluorescência, assim como uma redução do oxigénio.

## Impacto
Embora não tenham ocorrido danos pessoais, existem avultados prejuízos em infraestruturas, edifícios, veículos e na agricultura e meio ambiente.
De acordo com as medições do sistema de satélites de observação terrestre Copernicus, a 4 de outubro a lava, que em alguns ramais chegava a atingir uma espessura de até 50 metros, cobria uma superfície de 413,38 hectares, com um perímetro de 36,6 quilómetros. Tem 5,7 quilómetros de extensão, e uma largura que varia entre os 1.250 metros na parte mais larga, e os 191 metros na parte mais fina, pouco antes de chegar ao mar. A área coberta pelas cinzas do vulcão estendeu-se a 3.304 hectares.
Na mesma data, o número de pessoas evacuadas era de cerca de 6.000. 186 evacuados encontram-se num hotel de Fuencaliente, assistidos pela Cruz Vermelha, enquanto as instalações de El Fuerte já não albergam desalojados.
A 29 de setembro, o Governo espanhol mantinha deslocado em La Palma um vasto dispositivo técnico e humano de cerca de 650 efetivos, pertencentes a diversos órgãos e instituições da Administração Geral do Estado.

#### Serviços e infraestruturas

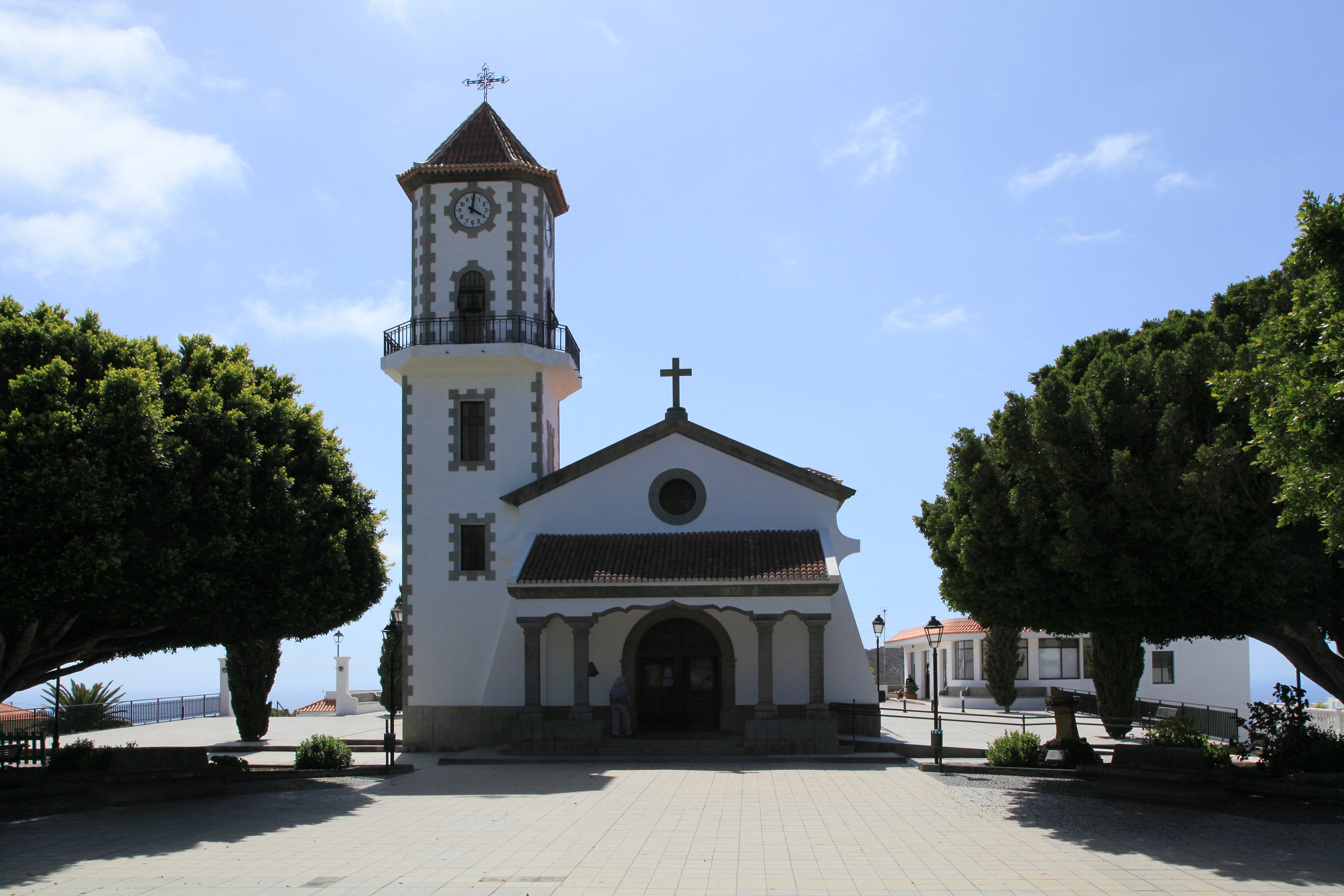
Igreja de São Pio X, colapsada a 26 de setembro de 2021

Na tarde de 19 de setembro, a Comissão de Emergência do Hospital Geral de La Palma suspendeu todas as cirurgias não urgentes, consultas ambulatoriais e consultas de pacientes, com exceção neste último caso, como medida preventiva para garantir a capacidade do hospital para atender no evento que foi necessário devido à erupção. A atividade voltou à sua organização normal no dia seguinte.
Até 3 de outubro, contabilizavam-se 30,7 km de estradas destruídas pelas escoadas de lava, das quais 28,3 estão completamente destruídas. Uma grande linha de lava atravessa a ilha no sentido norte-sul, praticamente dividindo a ilha em 2. Entre a zona de Playa Nueva, em Tazacorte, e Puerto Naos, um trajeto de 8 quilómetros que normalmente leva 20 minutos a percorrer, neste momento apenas pode ser feito contornando toda a zona, com uma volta de mais de hora e meia de caminho através dos cumes da ilha.
As estradas destruídas contam-se:
- Estrada do Sul de La Palma (LP-2), na altura de Tajuya.
- Estrada de Tacande (LP-212) en El Paso.
- Estrada de Tazacorte pela Costa (LP-2132) en Todoque.
- Esrada de Todoque (LP-211), estrada de Puerto Naos (LP-213) e estrada de Tazacorte para La Laguna (LP-215) em Los Llanos de Aridane.[78]

Também foram arrasadas as redes de água canalizada e eletricidade. Está a proceder-se à reparação de emergência de uma das linhas de água destruídas pela lava, conectando a linha de Las Hoyas a Remo, de modo a permitir aos agricultores que reguem as suas culturas.
A 2 de outubro, a Federação Espanhola de Surf lamentou a destruição da prestigiada zona surfista de Guirres, que se constituía como instalação desportiva natural, com grandes benefícios para a comunidade surfista. Segundo o presidente da federação a zona destruída tinha uma grande quantidade de ondas, com múltiplos picos, sendo "um lugar mágico". Ali se disputaram cinco campeonatos de surf, com uma vivência das provas muito especial, pelo envolvimento da comunidade local.

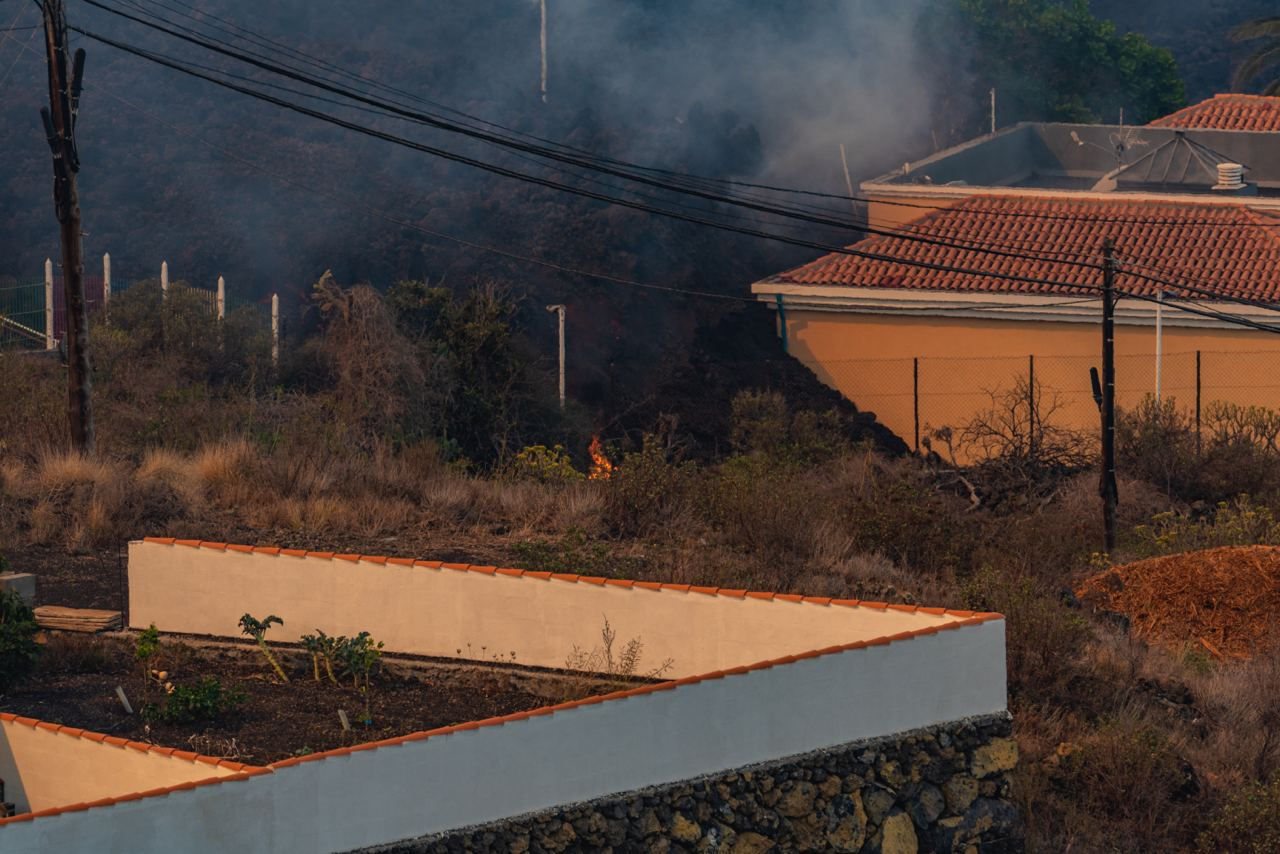
O Colégio de Los Campitos, no bairro de El Paraíso, sendo engolido pela escoada de lava, a 20 de setembro

A 1 de outubro, a lava havia afetado mais de 1.005 edifícios entre vivendas e quintas, dos quais 880 foram totalmente destruídos.
Em Todoque foi destruído todo o centro urbano da localidade, incluindo a igreja de São Pio X, o centro de saúde, a associação de moradores e o Colégio de Educação Infantil e Primária Todoque.
Em Los Llanos de Aridane o Colégio de Educação Infantil e Primária Los Campitos foi engolido pela lava.
Além destes, no seu percurso, até 21 de setembro, a lava havia arrasado 200 instalações desportivas.

#### Agricultura e pecuária
Cerca de 300 explorações agrícolas e pecuárias foram arrasadas até 21 de setembro.
Os agricultores evacuados da zona preveem perdas de 1,3 milhões de quilos de fruta, tanto a arrasada pela lava, como a que não podem colher a cada semana.
Muitos animais de companhia e gado doméstico tiveram de ser resgatados pelos forças e corpos de segurança, bombeiros e Proteção Civil, e levados para refúgios para animais, ou deslocados para outros municípios. No entanto, muitos outros tiveram de ser postos em liberdade para que pudessem fugir da lava.
A 2 de outubro, a conduta de água de rega de El Remo, que havia resistido ao avanço da lava pela estrada da Costa, acabou por romper-se, deixando sem rega mais de 600 hectares de bananais naquela localidade do município de Los Llanos de Aridane.

#### Meio ambiente
A emissão para a atmosfera de dióxido de enxofre (SO2) é estimada entre 6.140 e 11.500 toneladas diárias. O vulcão de La Palma é atualmente o principal emissor mundial de SO2, uma vez que com as mais de 10.000 toneladas diárias de SO2 incolor que emite pelas suas crateras, duplica as emissões da indústria mais contaminante do planeta, a de extração de metais na cidade russa de Norilsk. A 29 de setembro, a nuvem tóxica de SO2 havia chegado a Svalbard, um arquipélago norueguês situado no Oceano Ártico, nos limites do Círculo Polar Ártico, segundo a rede de satélites Copernicus. A nuvem viaja desde as ilhas Canárias em direção ao norte de África, sul de Espanha, Baleares, países mediterrânicos, assim como várias zonas da Europa de Leste e do Ártico. O regime de ventos faz com que o impacto destes gases seja menor nas operações aéreas.
A expulsão de cinzas e pó até uma altura de 6000 metros originou uma nuvem que se deslocava para Este, caindo sob a forma de areia fina sobre a parte oriental da ilha e sobre outras ilhas mais afastadas, como Tenerife e Grã Canária, obrigando a fechar os aeroportos de La Palma e La Gomera.
Com a chegada ao mar, em 29 de setembro, produziu-se uma nuvem tóxica formada, fundamentalmente ácido sulfúrico (H2SO4), ácido clorídrico (HCl) e ácido fluorídrico (HF). Ocorreu igualmente um aumento na temperatura da água, ao receber a água a mais de 1000 graus centígrados.
De acordo com José Carlos Hernández, professor de Biologia Marinha da Universidade de La Laguna, a lava do novo vulcão chega ao mar numa zona em que a vida marinha é «bastante pobre», na qual gerará riqueza biológica, embora isso possa levar bastante tempo. Do ponto de vista científico, uma vez que a lava arrefeça no mar gerar-se-á um novo recife rochoso, que os biólogos marinhos acreditam que possa ser muito interessante na geração de um novo habitat para organismos marinhos, criando zonas intermareais, que poderão albergar muitos recursos naturais, como lapas, caramujos e polvos, e mais adentro do oceano, um novo solo marinho que substituirá o solo arenoso que existia até agora. Em todo o caso, segundo Carlos de Santisteban, geólogo e professor titular na Universidade de Valência, qualquer impacto sobre a vida marinha estará sempre limitado à zona de contacto da lava com o oceano.
O Instituto Geológico e Mineiro de Espanha, em colaboração com o Grupo de Emergências e Salvamento do Governo das Canárias, iniciaram uma avaliação aérea do grau de afetação das escoadas de lava no pinhal de La Palma, tendo os cientistas visitado, a bordo de um helicóptero, a zona próxima ao vulcão e o ponto onde se uniram as diferentes escoadas.
De acordo com José Antonio Valbuena, conselheiro da Transição Energética do Governo canário, ocorreram danos em duas zonas naturais. A recuperação do novo malpaís poderá levar uns 3.000 anos, tempo que os novos ecossistemas levam a ser colonizados.

## Reações

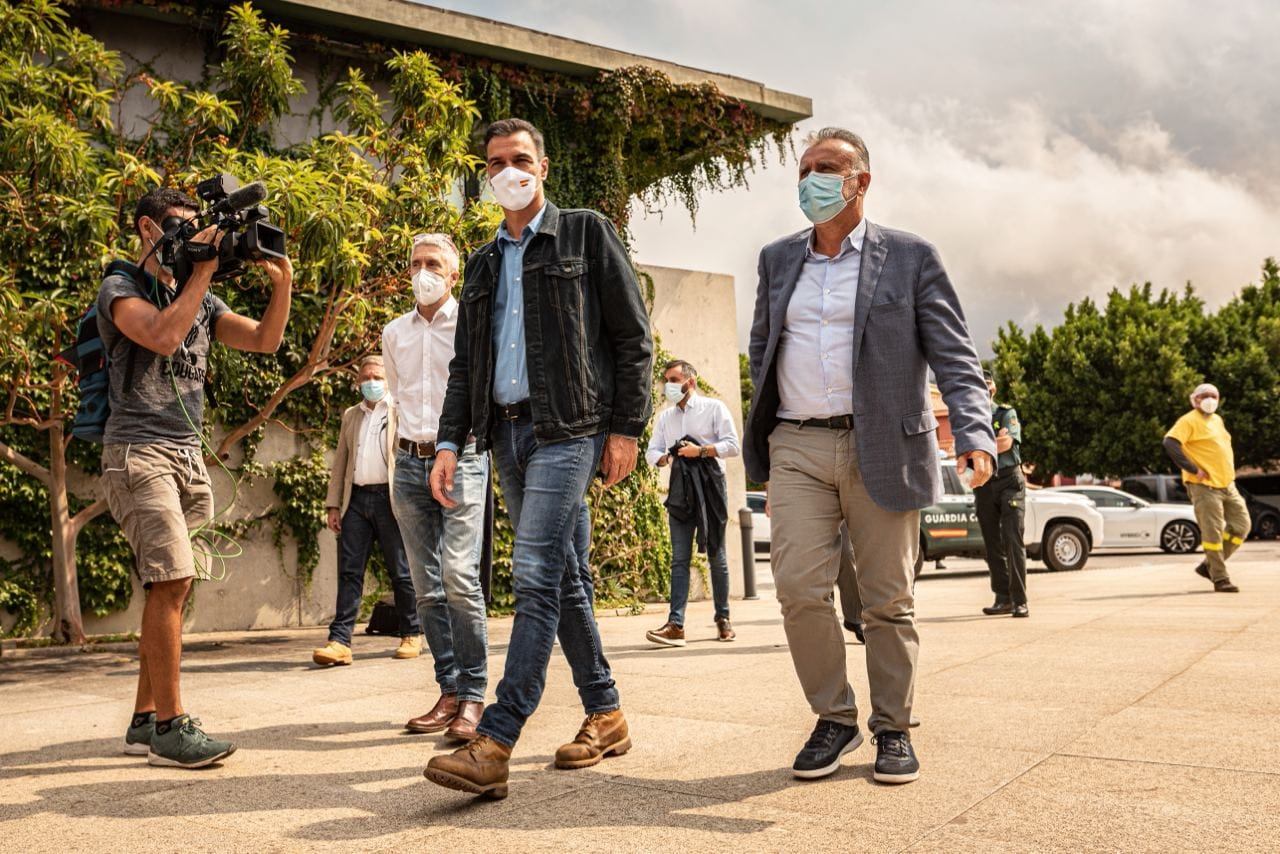
Pedro Sánchez, junto ao presidente das Canárias, Ángel Víctor Torres, e o ministro de Interior, Fernando Grande-Marlaska, visitando o Posto de Comando Avançado, em 20 de setembro

O primeiro-ministro da Espanha, Pedro Sánchez, foi ao arquipélago logo após a erupção para ver em primeira mão a situação em La Palma, a coordenação do sistema e os protocolos ativados, adiando uma viagem a Nova Iorque para atender a 76ª sessão da Assembleia Geral das Nações Unidas.
O rei Filipe VI, na mesma tarde da erupção, contactou o presidente das Ilhas Canárias, Ángel Víctor Torres, para indagar sobre a situação. No dia seguinte, durante a cerimónia de abertura do ano universitário em Córdova, enviou uma mensagem de apoio a "aqueles que sofrem a evacuação de suas casas" e agradeceu aos serviços de emergência por seu trabalho. A 23 de setembro, os reis Felipe VI e Letícia visitaram a ilha, reunindo-se com alguns dos evacuados pelo desastre.
A União Europeia, no dia 20 de setembro, ativou o programa Copernicus para monitorar a erupção e a Presidente da Comissão Europeia, Ursula von der Leyen, via Twitter, anunciou que "apoio adicional, se necessário", será disponibilizado ao governo espanhol.
A 28 de setembro, o Parlamento das Ilhas Canárias doou 200 mil euros para ajuda dos afetados pelo vulcão de La Palma.
No domingo, 26 de setembro, o Papa Francisco dedicou, durante a oração Angelus, algumas palavras para mostrar a sua "proximidade e solidariedade aos prejudicados pela erupção do vulcão na ilha de La Palma, nas Ilhas Canarias", convidando a rezar uma oração a Nossa Senhora das Neves, padroeira da ilha.
A 28 de setembro, o Governo espanhol declarou La Palma zona catastrófica, aprovando ajudas no valor de 10,5 milhões de euros, dos quais 5,5 milhões estão destinados à compra de 107 vivendas, e o restante na aquisição de bens de primeira necessidade, como frigoríficos ou cozinhas, entre outros. Esta é a primeira fase de ajuda, devendo ocorrer uma segunda, após o fim da erupção, quando se procederá a um «Plano de Reconstrução de La Palma», consistindo na reparação e restauro dos danos causados nas vivendas, infraestruturas viárias e hidráulicas, explorações pecuárias, culturas, zonas florestais e equipamentos públicos, assim como a promoção do turismo e a dinamização industrial.
Notícias sobre o aumento da atividade sísmica na região do Cumbre Vieja geraram discussões e boatos sobre a formação de um tsunami capaz de atingir gravemente o litoral do Brasil, especialmente o Nordeste Brasileiro.  Os peritos do Instituto Vulcanológico das Canárias (Involcan) há anos que vêm desmentindo esta teoria, lamentando o palco dado pelos média ao que consideram ser informação falsa. A probabilidade das erupções de Cumbre Vieja, um complexo vulcânico estável, gerarem um megatsunami, é tida pelo Involcan como cientificamente impossível. Mesmo que, por absurdo, o evento ocorresse, a Rede Sismográfica Brasileira (RSBR) e a Sociedade Brasileira de Geologia (SBG) classificam tal possibilidade como "muito baixa" e "muito pouco provável", respetivamente, sendo mais provável que ocorressem ressacas marítimas na costa do país.